# Paollo Madeira
Paollo Madeira Oliveira (8 tháng 7 năm 1996 – 12 tháng 8 năm 2023), còn được gọi với cái tên Paollo, là một cố cầu thủ bóng đá chuyên nghiệp người Bồ Đào Nha gốc Brasil chơi ở vị trí tiền đạo trung tâm.

## Sự nghiệp
Paollo sinh năm 1996 tại Brasil. Năm 8 tuổi, anh chuyển đến Bồ Đào Nha sinh sống. Trước khi thi đấu tại Việt Nam, Paollo thi đấu cho một vài câu lạc bộ tại Bồ Đào Nha.

### Hồng Lĩnh Hà Tĩnh
Mùa giải 2022, Paollo gia nhập câu lạc bộ Hồng Lĩnh Hà Tĩnh theo dạng cho mượn. Ở đây, anh ra sân 23 trận, ghi tới 8 bàn, góp công không nhỏ giúp Hồng Lĩnh Hà Tĩnh trụ hạng thành công.

### Hoàng Anh Gia Lai
Do không tìm được tiếng nói chung trong bản hợp đồng mùa giải 2023, Paollo chọn ra đi và thử việc tại Hoàng Anh Gia Lai. Anh đã thử việc thành công và chính thức trở thành người của đội bóng phố núi. Mùa giải này anh thi đấu 15 trận, ghi 6 bàn thắng.
Vào ngày 12 tháng 8 năm 2023, kết thúc trận đấu trên sân Vinh với câu lạc bộ Sông Lam Nghệ An, anh đã đột ngột tử nạn trong một tai nạn ô tô trên đường trở về Pleiku (đoạn qua huyện Chư Pưh), cùng với hai thành viên khác là bác sĩ Đào Trọng Trí và trợ lý huấn luyện viên Dương Minh Ninh và anh) đột ngột.
Được biết, sau trận gặp Sông Lam Nghệ An, do không thể tìm được chuyến bay thẳng về Pleiku, cả đội buộc phải bay về Buôn Ma Thuột. Tại đây, anh cùng 2 thành viên khác của đội trở về Pleiku thì gặp tai nạn giao thông và không thể qua khỏi. Câu lạc bộ Hoàng Anh Gia Lai đã giúp đỡ gia đình của Paollo hoàn tất các thủ tục để đưa anh về nơi an nghỉ cuối cùng tại Bồ Đào Nha.

## Thống kê sự nghiệp
Tính đến 11 tháng 8 năm 2023
| Câu lạc bộ             | Mùa giải            | Giải vô địch        | Giải vô địch | Giải vô địch | Cúp quốc gia | Cúp quốc gia | Cúp liên đoàn | Cúp liên đoàn | Châu lục | Châu lục | Khác | Khác | Tổng cộng | Tổng cộng |
| Câu lạc bộ             | Mùa giải            | Hạng đấu            | Trận         | Bàn          | Trận         | Bàn          | Trận          | Bàn           | Trận     | Bàn      | Trận | Bàn  | Trận      | Bàn       |
| ---------------------- | ------------------- | ------------------- | ------------ | ------------ | ------------ | ------------ | ------------- | ------------- | -------- | -------- | ---- | ---- | --------- | --------- |
| Farense U-23           | ?                   | Liga Revelacão U-23 | 7            | 2            | –            | –            | –             | –             | –        | –        | –    | –    | 7         | 2         |
| Farense U-23           | Tổng cộng           | Tổng cộng           | 7            | 2            | –            | –            | –             | –             | –        | –        | –    | –    | 7         | 2         |
| Estrela Amadora (mượn) | 2020–21             | Primeira Liga       | 4            | 0            | 7            | 3            | –             | –             | –        | –        | –    | –    | 11        | 3         |
| Estrela Amadora (mượn) | Tổng cộng           | Tổng cộng           | 4            | 0            | 7            | 3            | –             | –             | –        | –        | –    | –    | 11        | 3         |
| Farense                | 2021–22             | Liga Portugal 2     | 5            | 0            | –            | –            | 1             | 0             | –        | –        | –    | –    | 6         | 0         |
| Farense                | Tổng cộng           | Tổng cộng           | 5            | 0            | –            | –            | 1             | 0             | –        | –        | –    | –    | 6         | 0         |
| Hồng Lĩnh Hà Tĩnh      | 2022                | V-League 1          | 23           | 8            | 2            | 0            | –             | –             | –        | –        | –    | –    | 25        | 8         |
| Hồng Lĩnh Hà Tĩnh      | Tổng cộng           | Tổng cộng           | 23           | 8            | 2            | 0            | –             | –             | –        | –        | –    | –    | 25        | 8         |
| Hoàng Anh Gia Lai      | 2023                | V-League 1          | 15           | 6            | –            | –            | –             | –             | –        | –        | –    | –    | 15        | 6         |
| Hoàng Anh Gia Lai      | Tổng cộng           | Tổng cộng           | 15           | 6            | –            | –            | –             | –             | –        | –        | –    | –    | 15        | 6         |
| Tổng cộng sự nghiệp    | Tổng cộng sự nghiệp | Tổng cộng sự nghiệp | 54           | 16           | 9            | 3            | 1             | 0             | –        | –        | –    | –    | 64        | 19        |